# Dragon Ball : La Légende de Shenron
 (mai 2024).
Dragon Ball : La Légende de Shenron (ドラゴンボール 神龍の伝説, Doragon Bōru Shenron no densetsu, litt. Dragon Ball : La Légende de Shenron), sorti en salles au Japon sous le simple titre de Dragon Ball, est un film d’animation japonais réalisé par Daisuke Nishio, sorti en décembre 1986. Il s’agit du tout premier film tiré du manga Dragon Ball.

## Synopsis
D’après la légende, toute personne réunissant les sept Dragon Balls, de mystérieuses boules de cristal marquées par des étoiles, invoquerait le dragon Shenron qui exaucerait n’importe lequel de ses vœux. Un roi monstrueux et tyrannique du nom de Gourmet, qui exploite les habitants d’un village pour amasser des pierres précieuses lui permettant d’acheter des mets suffisamment raffinés pour combler son appétit, charge Pasta et Bongo, deux de ses officiers, de retrouver les sept Dragon Balls pour demander à Shenron de résoudre son problème.
Pendant ce temps, Son Goku, un jeune garçon doté d’une queue de singe et d’une force surhumaine, et qui dispose d’une des Dragon Balls (celle à quatre étoiles, qu’il conserve comme relique de son grand-père adoptif), rencontre Bulma, une jeune fille qui est également à la recherche de ces boules de cristal. Bulma et Son Goku décident de partir ensemble à la recherche des autres boules de cristal. En chemin, ils font la rencontre de plusieurs personnages dont Oolong, Yamcha, Puerh et Kamé Sennin.

## Fiche technique
- Titre original : ドラゴンボール 神龍の伝説 (Doragon Bōru Shenron no Densetsu)
- Titre français : Dragon Ball : La Légende de Shenron
- Réalisation : Daisuke Nishio
- Scénario : Toshiki Inoue, adapté du manga Dragon Ball d’Akira Toriyama
- Musique : Shunsuke Kikuchi
- Directeur de l’animation : Minoru Maeda
- Société de production : Tōei animation
- Pays d’origine :  Japon
- Format : Couleurs
- Genre : Aventure, fantastique
- Durée : 48 minutes
- Dates de sortie
  - Japon : 20 décembre 1986
  - France : 1990, AB Video (version remontée), 1995, AK Video (version normale)

## Distribution
- Tōru Furuya (VF : Éric Legrand) : Yamcha
- Shōzō Iizuka (VF : Daniel Russo) : Père de Pansy
- Mami Koyama (VF : Stéphanie Murat) : Pasta
- Kōhei Miyauchi (VF : Pierre Trabaud) : Kamé Sennin
- Shūichirō Moriyama (VF : Michel Barbey) : Le Roi Gourmet
- Gorō Naya (VF : Georges Atlas) : Bongo
- Masako Nozawa (VF : Brigitte Lecordier) : Son Goku
- Reiko Suzuki (VF : ?) : Mère de Pansy
- Tomiko Suzuki (VF : Jackie Berger) : Pansy
- Naoki Tatsuta (VF : Philippe Ariotti) : Oolong
- Hiromi Tsuru (VF : Céline Monsarrat) : Bulma
- Kenji Utsumi (VF : Georges Atlas) : Shenron
- Naoko Watanabe (VF : Jacqueline Staup) : Puerh
- Jōji Yanami (VF : Georges Atlas) : Narrateur
- Voix françaises

## Autour du film
Il s’agit de la première adaptation de Dragon Ball au cinéma. Ce moyen-métrage sera diffusé dans le cadre de la Toeï Anime Fair de décembre 1986. Il reprend le début de la série, à savoir les volumes 1 et 2 du manga, en exposant la rencontre de Son Goku avec plusieurs de ses amis comme Bulma, Oolong, Yamcha, Puerh et Kamé Sennin. Il existe toutefois plusieurs différences, notamment leurs adversaires qui n’existent pas dans le manga ni dans la série animée.